# Rybička

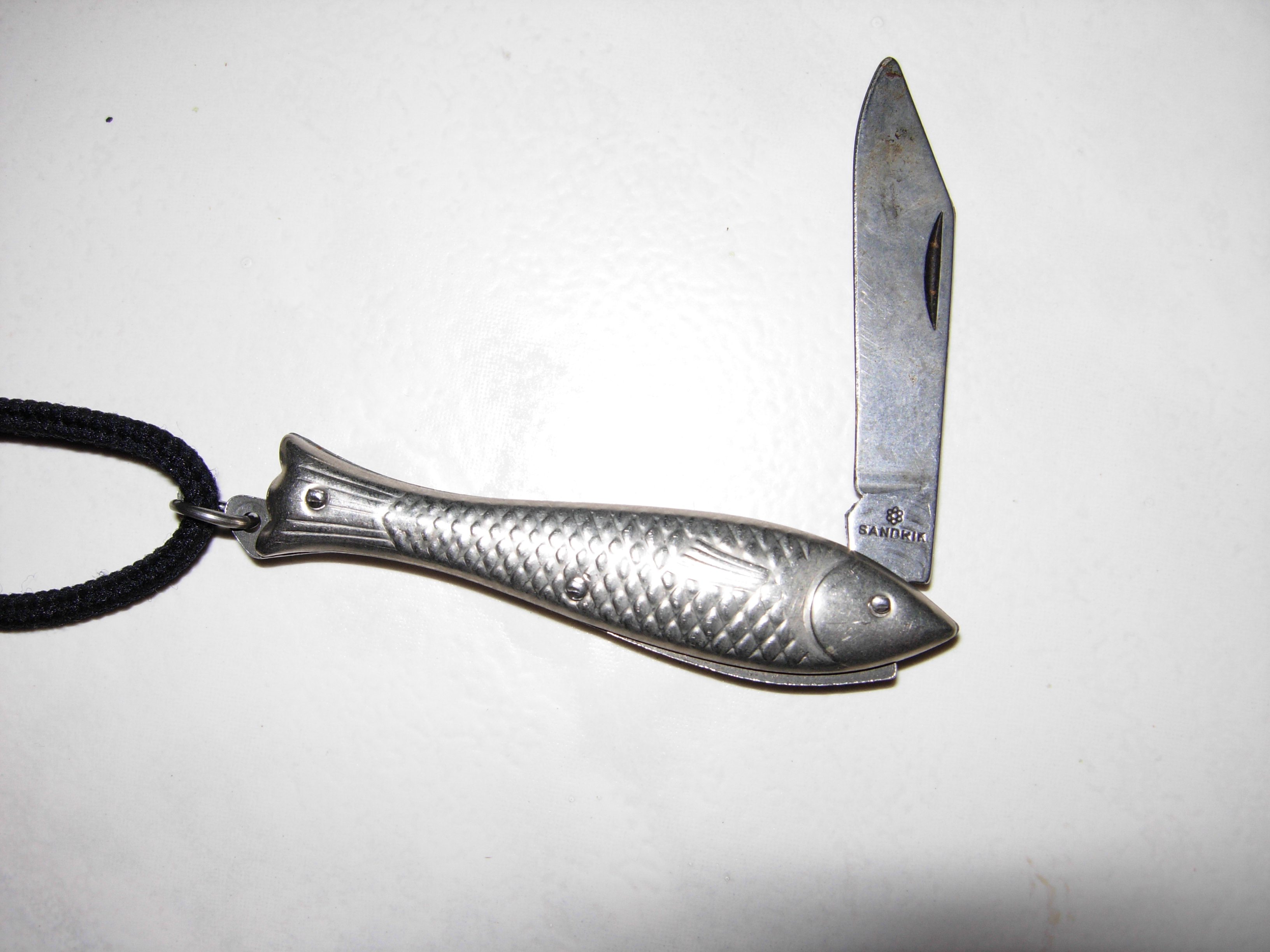
Rybička

Das Rybička (tschechisch, zu deutsch etwa: Fischchen) ist ein Taschenmesser. Auffällig ist der charakteristische Griff, der an einen kleinen Fisch erinnert. Das Messer wird von dem tschechischen Hersteller Mikov seit den 1920er Jahren hergestellt. Seit der Nachkriegszeit hat das Messer einen sehr hohen Verbreitungsgrad in den europäischen Ländern.